# Lexington (Misuri)
Lexington es una ciudad ubicada en el condado de Lafayette en el estado estadounidense de Misuri. En el Censo de 2010 tenía una población de 4726 habitantes y una densidad poblacional de 339,29 personas por km².

## Geografía
Lexington se encuentra ubicada en las coordenadas 39°10′49″N 93°52′9″O / 39.18028, -93.86917. Según la Oficina del Censo de los Estados Unidos, Lexington tiene una superficie total de 13.93 km², de la cual 13.34 km² corresponden a tierra firme y (4.24%) 0.59 km² es agua.

## Demografía
Según el censo de 2010, había 4726 personas residiendo en Lexington. La densidad de población era de 339,29 hab./km². De los 4726 habitantes, Lexington estaba compuesto por el 87.28% blancos, el 6.05% eran afroamericanos, el 0.47% eran amerindios, el 0.93% eran asiáticos, el 0.66% eran isleños del Pacífico, el 1.21% eran de otras razas y el 3.41% pertenecían a dos o más razas. Del total de la población el 3.66% eran hispanos o latinos de cualquier raza.